# ميك هيثكوت
ميك هيثكوت (بالإنجليزية: Mick Heathcote)‏ هو لاعب كرة قدم بريطاني، ولد في 10 سبتمبر 1965 في Kelloe ‏ في المملكة المتحدة. لعب مع شروزبري تاون وكامبريدج يونايتد ونادي بليموث أرجايل ونادي سندرلاند ونادي هاليفاكس تاون ونادي يورك سيتي.